# Open GDF Suez
Open GDF Suez, dříve známý jako Open Gaz de France, byl profesionální tenisový turnaj žen ve francouzské metropoli Paříži. Na okruhu WTA Tour probíhal v letech 1993–2014.

## Charakteristika
Turnaj byl založen v roce 1993 a úvodní ročník proběhl v Zénith de Paris. Následně byl do roku 2014 hrán na Stade Pierre de Coubertin, na krytých dvorcích s tvrdým povrchem. V rámci okruhu WTA Tour se mezi lety 2009–2014 řadil do kategorie Premier. Do sezóny 2008 se hrál jako událost WTA Tier II.
Do soutěže dvouhry nastupovalo dvacet osm tenistek a čtyřhry se účastnilo šestnáct párů. Událost se uskutečňovala na přelomu ledna a února, v týdnu po melbournském grandslamu Australian Open, jakožto první ženský turnaj sezóny na evropském kontinentu.
Nejvíce singlových titulů si připsala bývalá francouzská světová jednička Amélie Mauresmová, která dokázala zvítězit třikrát v letech 2001, 2006 a 2009. Z dalších tří finále pak odešla poražena. Dvě turnajové výhry zaznamenaly další první hráčky světa Martina Navrátilová a Serena Williamsová. V únoru 2011 zde odehrála poslední finále své tenisové kariéry bývalá světová jednička Kim Clijstersová z Belgie, která v něm podlehla Češce Petře Kvitové.
V roce 2015 jej v kalendáři WTA Tour nahradil antverpský turnaj BNP Paribas Fortis Diamond Games.

## Galerie

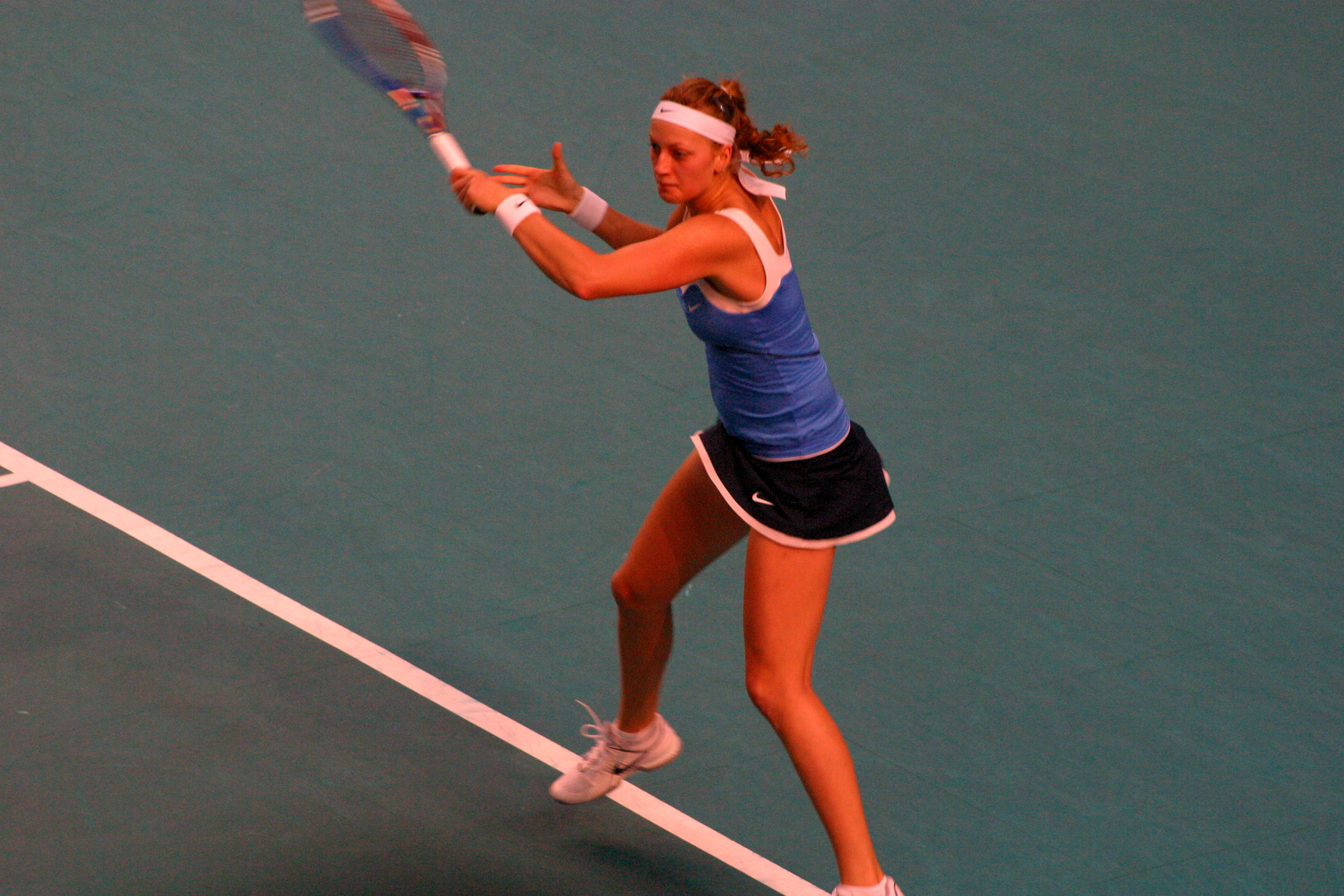
Petra Kvitová, 2011
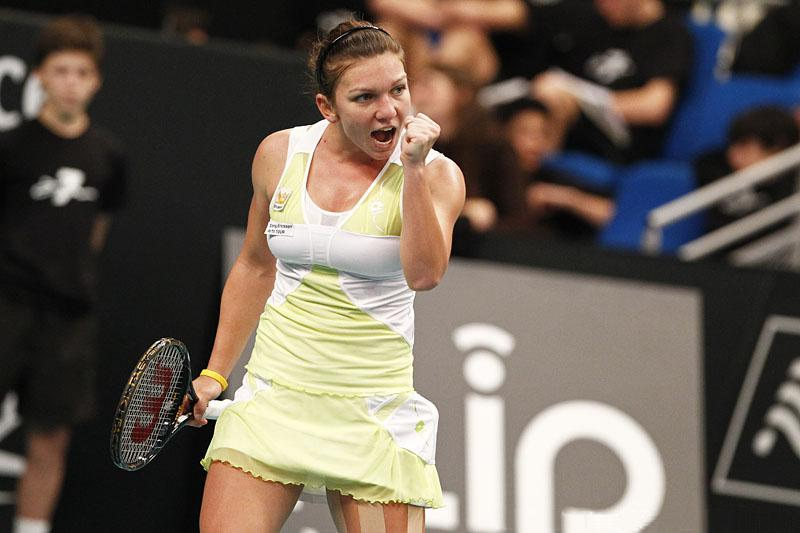
Simona Halepová, 2010
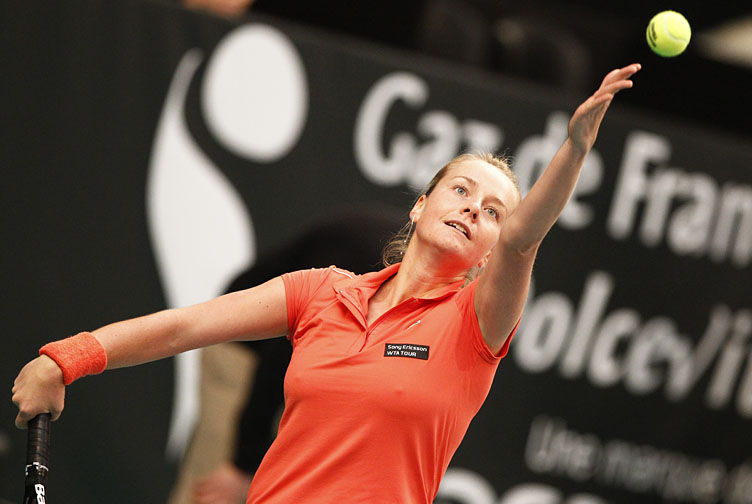
Zuzana Kučová, 2010

## Přehled finále

### Dvouhra
| Rok  | vítězka                    | finalistka                 | výsledek           |
| ---- | -------------------------- | -------------------------- | ------------------ |
| 2014 | Anastasija Pavljučenkovová | Sara Erraniová             | 3–6, 6–2, 6–3      |
| 2013 | Mona Barthelová            | Sara Erraniová             | 7–5, 7–6(7–4)      |
| 2012 | Angelique Kerberová        | Marion Bartoliová          | 7–63, 5–7, 6–3     |
| 2011 | Petra Kvitová              | Kim Clijstersová           | 6–4, 6–3           |
| 2010 | Jelena Dementěvová         | Lucie Šafářová             | 6–7(5–7), 6–1, 6–4 |
| 2009 | Amélie Mauresmová          | Jelena Dementěvová         | 7–6(9–7), 2–6, 6–4 |
| 2008 | Anna Čakvetadzeová         | Ágnes Szávayová            | 6–3, 2–6, 6–2      |
| 2007 | Naděžda Petrovová          | Lucie Šafářová             | 4–6, 6–1, 6–4      |
| 2006 | Amélie Mauresmová          | Mary Pierceová             | 6–1, 7–6(7–2)      |
| 2005 | Dinara Safinová            | Amélie Mauresmová          | 6–4, 2–6, 6–3      |
| 2004 | Kim Clijstersová           | Mary Pierceová             | 6–2, 6–1           |
| 2003 | Serena Williamsová         | Amélie Mauresmová          | 6–3, 6–2           |
| 2002 | Venus Williamsová          | Jelena Dokićová            | bez boje           |
| 2001 | Amélie Mauresmová          | Anke Huberová              | 7–6(7–2), 6–1      |
| 2000 | Nathalie Tauziatová        | Serena Williamsová         | 7–5, 6–2           |
| 1999 | Serena Williamsová         | Amélie Mauresmová          | 6–2, 3–6, 7–6(7–4) |
| 1998 | Mary Pierceová             | Dominique van Roostová     | 6–3, 7–5           |
| 1997 | Martina Hingisová          | Anke Huberová              | 6–3, 3–6, 6–3      |
| 1996 | Julie Halardová-Decugisová | Iva Majoliová              | 7–, 7–6((7–4)      |
| 1995 | Steffi Grafová             | Mary Pierceová             | 6–2, 6–2           |
| 1994 | Martina Navrátilová        | Julie Halardová-Decugisová | 7–5, 6–3           |
| 1993 | Martina Navrátilová        | Monika Selešová            | 6–3, 4–6, 7–6(7–3) |

### Čtyřhra
| Rok  | vítězky                                         | finalistky                                   | výsledek              |
| ---- | ----------------------------------------------- | -------------------------------------------- | --------------------- |
| 2014 | Anna-Lena Grönefeldová Květa Peschkeová         | Tímea Babosová Kristina Mladenovicová        | 6–7(7–9), 6–4, [10–5] |
| 2013 | Sara Erraniová Roberta Vinciová                 | Andrea Hlaváčková Liezel Huberová            | 6–1, 6–1              |
| 2012 | Liezel Huberová Lisa Raymondová                 | Anna-Lena Grönefeldová Petra Martićová       | 7–6(7–4), 6–1         |
| 2011 | Bethanie Mattek-Sandsová Meghann Shaughnessyová | Věra Duševinová Jekatěrina Makarovová        | 6–4, 6–2              |
| 2010 | Iveta Melzerová Barbora Záhlavová-Strýcová      | Cara Blacková Liezel Huberová                | bez boje              |
| 2009 | Cara Blacková Liezel Huberová                   | Květa Peschkeová Lisa Raymondová             | 6–4, 3–6, 10–4        |
| 2008 | Aljona Bondarenková Kateryna Bondarenková       | Eva Hrdinová Vladimíra Uhlířová              | 6–1, 6–4              |
| 2007 | Cara Blacková Liezel Huberová                   | Gabriela Navrátilová Vladimíra Uhlířová      | 6–2, 6–0              |
| 2006 | Émilie Loitová Květa Peschkeová                 | Cara Blacková Rennae Stubbsová               | 7–6(7–5), 6–4         |
| 2005 | Iveta Melzerová Květa Peschkeová                | Anabel M. Garriguesová Dinara Safinová       | 6–2, 2–6, 6–2         |
| 2004 | Barbara Schettová Patty Schnyderová             | Silvia Eliová Francesca Schiavoneová         | 6–3, 6–2              |
| 2003 | Barbara Schettová Patty Schnyderová             | Marion Bartoliová Stéphanie Cohenová-Alorová | 2–6, 6–2, 7–6(7–5)    |
| 2002 | Nathalie Dechyová Meilen Tuová                  | Jelena Dementěvová Janette Husárová          | bez boje              |
| 2001 | Iva Majoliová Virginie Razzanová                | Kimberly Po-Messierová Nathalie Tauziatová   | 6–3, 7–5              |
| 2000 | Julie Halardová Sandrine Testudová              | Émilie Loitová Åsa Svenssonová               | 3–6, 6–3, 6–4         |
| 1999 | Irina Spîrleaová Caroline Visová                | Jelena Lichovcevová Ai Sugijamová            | 7–5, 3–6, 6–3         |
| 1998 | Sabine Appelmansová Miriam Oremansová           | Anna Kurnikovová Larisa Neilandová           | 1–6, 6–3, 7–6(7–3)    |
| 1997 | Martina Hingisová Jana Novotná                  | Alexandra Fusaiová Rita Grandeová            | 6–1, 6–2              |
| 1996 | Kristie Boogertová Jana Novotná                 | Julie Halardová Nathalie Tauziatová          | 6–4, 6–3              |
| 1995 | Meredith McGrathová Larisa Neilandová           | Manon Bollegrafová Rennae Stubbsová          | 6–4, 6–1              |
| 1994 | Sabine Appelmansová Laurence Courtoisová        | Mary Pierceová Andrea Temesváriová           | 6–4, 6–4              |
| 1993 | Jana Novotná Andrea Strnadová                   | Jo Durieová Catherine Suireová               | 7–6(7–2), 6–2         |